# Iberostar Estádio
O Estadi Mallorca Son Moix, antes conhecido como Son Moix e Ono Estadi, é um estádio de futebol localizado em Palma de Maiorca. Ele foi  construído para a Universíada de Verão de 1999 que foi realizada na cidade. É o estádio onde joga o RCD Mallorca desde 1999, porque o clube fez um acordo com o conselho da cidade para isto.
O estádio se situa na zona industrial de Can Valero em Palma, 3 km do centro da cidade.
No início de 2020, o Real Club Deportivo Mallorca , em conjunto com a Câmara Municipal de Palma de Maiorca , chegaram a um acordo para remodelar e modernizar o estádio, com o objetivo de atingir 26.000 espectadores. O estádio irá sofrer inúmeras alterações que lhe permitirão ostentar a classificação de quatro estrelas atribuída pela UEFA .
Tem capacidade para 26.020 pessoas e mede 105X68m. O estádio tem 2.000 lâmpadas, uma área de imprensa de 1500 m2 e capacidade para 300 jornalistas. Tem uma das melhores instalações da Europa.